# Приключенческий экшен (жанр компьютерных игр)
Приключенческий экшен (англ. action adventure, также приключенческий боевик) — смешанный жанр компьютерных игр, сочетающий в себе элементы квеста и экшена.
Подобные игры предлагают игроку преодолевать препятствия как интеллектуального рода, так и физического, например, испытания на выносливость или скорость реакции. Само определение того, когда такая игра перестает быть квестом и превращается в чистую action-игру, является лишь вопросом интерпретации. К элементам квеста могут принадлежать головоломки; сюжет, многочисленные персонажи, диалоги между ними, инвентарь для собранных предметов и другие приметы жанра квестов. При этом по сравнению с квестами action-adventure в большой степени опираются на перемещение персонажа в виртуальном мире игры — это относится и к геймплею, в котором могут преобладать сражения, и к сюжету: перемещение заставляет запускаться сюжетные сцены, в соответствии с которыми меняется темп игры и контекст действий игрока.
Вид от третьего лица является крайне распространенным в играх жанра action-adventure; по сравнению с чистыми action-играми, квестовые элементы в action-adventure требуют более сложного поведения камеры и более сложного устройства игровых уровней. Это одна из тех разновидностей компьютерных игр, которая обязательно нуждается в присутствии сюжета, а не только геймплея. Для action-adventure стандартным является прямое управление персонажем, а не интерфейс наподобие point-and-click.
Бретт Уэйсс в книге Classic Home Video Games называл игру Superman (1979) игрой в жанре action-adventure; игра использовала необычайно сложный для того времени сюжет и набор заданий для игрока. Марк Уолв в книге Video Game Theory Reader отдает пальму первенства Adventure (1979), основанной на текстовой игре Colossal Cave Adventure, но содержащей и сражения в реальном времени, как в action-играх. Другой ранней игрой в жанре action-adventure была Castle Wolfenstein (1981). Один из разработчиков Wizardry Роу Адамс описывал ранние игры жанра просто как «аркадные игры в фэнтезийном сеттинге», приводя в пример игры Castlevania (1986), Trojan (1986) и Wizards & Warriors (1987). Трэвис Фас с сайта IGN утверждал, что игра The Legend of Zelda (1986) при своем сходстве с Adventure заложила основы «нового поджанра — action-adventure», соединяя в себе элементы самых разных жанров — исследования мира в духе приключенческих игр, сражения в духе action, элементы ролевой игры и головоломок.